# بروس مانينغ
بروس مانينغ (بالإنجليزية: Bruce Manning)‏ (15 يوليو 1902، نيويورك في الولايات المتحدة - 3 أغسطس 1965 في الولايات المتحدة)؛ كاتب، كاتب سيناريو، مخرج أفلام، صحفي، منتج أفلام وروائي أمريكي.

## روابط خارجية
- بروس مانينغ على موقع IMDb (الإنجليزية)
- بروس مانينغ على موقع ألو سيني (الفرنسية)
- بروس مانينغ على موقع أول موفي (الإنجليزية)
- بروس مانينغ على موقع قاعدة بيانات الأفلام السويدية (السويدية)
- بروس مانينغ على موقع قاعدة بيانات الفيلم (الإنجليزية)
- بروس مانينغ على موقع كينوبويسك (الروسية)